# Epirrhoe separata
Epirrhoe separata är en fjärilsart som beskrevs av Silbernagel 1943. Epirrhoe separata ingår i släktet Epirrhoe och familjen mätare. Inga underarter finns listade i Catalogue of Life.